# Сай (река)
Сай или Сайгава (яп. 犀川 саи-гава) — река в Японии на острове Хонсю, приток крупнейшей реки Японии — Тикума. Протекает по территории префектуры Нагано.
Длина реки составляет 153 км, территория её бассейна — 2773 км². Средний расход воды составляет 3,9 млн м³/год (Коити).
Сайгава образуется от слияния рек Нараи и Адзуса на территории города Мацумото в префектуре Нагано. В городе Адзумино в неё впадает Такасе, после чего она течёт на север через горы Тикума (筑摩山地). В Нагано она объединяется с рекой Сусобана и впадает в реку Тикума.
На реке Такасе действуют ГЭС Такасе, Омати и Нанакура.